# Ultra Vivid Scene
Ultra Vivid Scene fue un grupo de rock alternativo fundado por Kurt Ralske.
Nacido en 1967 en Nueva York, Ralske fundó Ultra Vivid Scene in 1987, fichó por 4AD Records en 1988, y editó su primer EP, She Screamed, en 1989. El álbum de debut Ultra Vivid Scene (CAD809, editado en octubre de 1988), fue escrito, producido e interpretado en su totalidad por Ralske, cuyas influencias incluyen The Jesus and Mary Chain y My Bloody Valentine. Moby fue miembro del grupo en ese periodo.
El segundo disco, Joy 1967-1990, se editó en mayo de 1990.
El último disco, Rev, se publicó en octubre de 1992, y fue interpretado por un grupo que incluía a Julian Klepacz (batería) y Jack Daley (bajo) con Ralske cantando y tocando la guitarra.
Ralske ha continuado su trabajo en solitario, y ha producido discos para grupos como Rasputina, Ivy, Charles Douglas o Los Planetas. Reside en la actualidad en Nueva York y está centrado en la fusión de video arte y música.

## Discografía

### Sencillos
| Año  | Título                             | Puesto en listas | Puesto en listas | Puesto en listas   | Puesto en listas | Puesto en listas | Álbum             |
| Año  | Título                             | US Hot 100       | US Modern Rock   | US Mainstream Rock | UK               | UK Indie Chart   | Álbum             |
| 1988 | "She Screamed"                     | -                | -                | -                  | -                | #14              | Ultra Vivid Scene |
| 1989 | "Slow You Down"                    | -                | -                | -                  | -                | -                |                   |
| 1989 | "Mercy Seat"                       | -                | -                | -                  | -                | #13              | Ultra Vivid Scene |
| 1989 | "Something To Eat" (promo)         | -                | -                | -                  | -                | -                |                   |
| 1990 | "Staring at the Sun"               | -                | #25              | -                  | -                | -                | Joy 1967-1990     |
| 1990 | "It Happens Every Time"            | -                | #19              | -                  | -                | -                | Joy 1967-1990     |
| 1990 | "Special One" featuring "Kim Deal" | -                | #14              | -                  | -                | -                | Joy 1967-1990     |
| 1993 | "Blood and Thunder"                | -                | #27              | -                  | -                | -                | Rev               |

### Álbumes
- Ultra Vivid Scene (1989) 4AD/Columbia (UK Indie #10)
- Joy 1967-1990 (1990) 4AD/Columbia
- Rev (1992) 4AD/Columbia